# غريغوري فرنسيس
غريغوري فرنسيس (بالإنجليزية: Gregory Francis)‏ هو سياسي أمريكي، ولد في 30 أغسطس 1951 في سينت كروا في الولايات المتحدة. نشط حزبياً في الحزب الديمقراطي. وقد انتخب نائب حاكم جزر العذراء الأمريكية ‏ (2007 – 5 يناير 2015).

## وصلات خارجية
- الموقع الرسمي